# Андроник Контостефан (син Исака)
Андроник Контостефан (грч. Ανδρονικος Κοντοστεφανος, fl. 1125–1156) је био византијски аристократа и војни командант.
Андроник је био син паниперсеваста и  севастократора Исака Контостефана, који је служио већи део владавине цара Алексија I Комнина (р. 1081–1118), што је кулминирало његовом неуспешном службом као адмирал (таласократор) против Нормана/8 1107.  Око 1125. оженио се Теодором, ћерком Адријана Комнена (архиепископа Бугарске између 1139/43 - 1157. под именом Јован IV), која је била син севастократора Исака Комнена и Ирине Аланске. Пар је имао неколико деце: пансевастоса севастоса Јована, посведоченог на синодима 1157. и 1166. године, Алексија и још најмање двоје анонимне деце, од којих једно ћерку.
Андроник је започео своју службу као војни официр код сина и наследника цара Алексија I, цара Јована II Комнина (р. 1118–43). Иако детаљи нису познати, био је довољно истакнут да задобије цареву наклоност. Његова каријера је боље потврђена под Јовановим сином, царом Манојлом I Комнином (р. 1143–80). Године 1144. командовао је походом на Рајмунда Антиохијског заједно са својим братом Јованом, генералом Просухом и адмиралом Деметријем Вранасом, који је предводио флоту. Византинци су брзо заузели Киликијске тврђаве које је заузео Рејмонд и напредовали до самих предграђа Антиохије, коју су опљачкали. Када су византијски команданти кренули назад, Рејмонд је пришао са својом војском, у нади да ће поставити заседу, али је и сам био изненађен: обавештени о његовом присуству са малом пратњом у близини њиховог логора, Византинци су кренули у напад  на његову главну војску. Војска се брзо повукала иза зидина Антиохије, а Рејмон је успео да се врати у свој град тек после ноћи.
Андроник је такође учествовао у походу 1156. на јужну Италију око Бриндизија, али детаљи нису познати. Умро је нешто после тога од болести. Непосредно пре смрти пострижен је са монашким именом Антоније. Иза њега су остали супруга, син Јован и анонимна ћерка.